# National Geographic (revistă)
National Geographic (prescurtat ca Nat Geo) este revista oficială a societății americane National Geographic Society, publicată lunar începând din octombrie 1888, nouă luni după fondarea societății.
Revista a fost tipărită pentru prima oară în altă limbă decât în engleză în anul 1995 când a fost publicată și în limba japoneză. În octombrie 2007, revista era tipărită în 28 de limbi în afară de engleză, printre care și română.
În octombrie 2007, revista avea un tiraj de 8,5 milioane de exemplare, din care 3 milioane erau distribuite în afara Statelor Unite, iar din acestea, 2,1 milioane erau tipărite în altă limbă decât cea engleză.
Revista a fost lansată și în România, în mai 2003, de grupul Sanoma Hearst România Ediția românească a fost publicată până în decembrie 2021.